# Coenonympha exterfusca
Coenonympha exterfusca är en fjärilsart som beskrevs av Ruggero Verity 1953. Coenonympha exterfusca ingår i släktet Coenonympha och familjen praktfjärilar. Inga underarter finns listade i Catalogue of Life.